# 1692 na ciência

## Nascimentos
| Data          | Nome                                  | Profissão                                 | Nacionalidade                                          | Observações | Ref |
| ------------- | ------------------------------------- | ----------------------------------------- | ------------------------------------------------------ | ----------- | --- |
| 14 de março   | Pieter van Musschenbroek              | físico                                    | República das Sete Províncias Unidas dos Países Baixos | m. 1761     |     |
| maio          | James Stirling                        | matemático                                | Inglaterra · (Escócia)                                 | m. 1770     |     |
| 31 de outubro | Anne-Claude-Philippe, conde de Caylus | arqueólogo, antiquário, artista e militar | Reino da França                                        | m. 1765     |     |

## Mortes
| Data | Nome          | Profissão                         | Nacionalidade | Observações | Ref |
| ---- | ------------- | --------------------------------- | ------------- | ----------- | --- |
| maio | John Banister | botânico, entomologista e clérigo | Inglaterra    | n. 1650     |     |